# アネット (映画)
『アネット』（Annette）は2021年のフランス・ドイツ・ベルギー・日本・メキシコのミュージカル映画。監督はレオス・カラックス、出演はアダム・ドライバーとマリオン・コティヤールなど。スタンダップコメディアンとオペラ歌手のカップルがたどる破滅的な愛を兄弟バンド「スパークス」（ラッセル・メイル & ロン・メイル）の原案・音楽をもとに描いたロックオペラミュージカル。

## ストーリー
ロサンゼルスの人気コメディアンであるヘンリーは、新人オペラ歌手のアンと出会い、電撃結婚によってアネットという娘を授かった。(操り人形の姿で生まれるアネット)
才能を開花させ多忙な人気歌手に出世するアン。一方のヘンリーは低迷するばかりで、夫婦仲もギクシャクし始めた。関係修復のために妻子を連れて自家用ヨットで旅に出るヘンリー。だが、暴風雨の最中に無理にアンを甲板に連れ出した為に、アンは海に落ち、溺死してしまった。亡霊となってヘンリーの前に現れ、いつ迄も付きまとうと呪いをかけるアン。
アネットはヨチヨチ歩きの赤ん坊の頃から、美しい声で歌うことが出来た。この声は母親アンの呪いなのだが、アネットで一儲けを企むヘンリー。アンの伴奏で生計を立てていた男(本業は指揮者)を呼び寄せたヘンリーは、3人で組んでコンサートを開き、世界中を周り始めた。大評判になり、大金を稼ぐアネット。
実は指揮者は、ヘンリーがアンと出会う直前まで、アンと交際していた男だった。アネットの本当の父親は自分だとヘンリーに話す指揮者。激怒したヘンリーは指揮者を殺し、その死体を隠したが、犯行の一部始終をアネットに目撃されたようだった。
アネットの歌手活動を停止し、欧州に移住すると発表するヘンリー。さよならコンサートは、数万人が集まるハイパーボウルのハーフタイム・ショーと決まった。テレビ中継でも数千万人が見守る中、特設ステージに立ったアネットは、歌う代わりに「パパは人殺し」と告発した。
少しだけ成長した姿で、刑務所のヘンリーに面会に来るアネット。面会室の椅子に座る迄は操り人形の姿だったが、いつの間にか生身の少女となったアネットは、自分を操り利用した両親を恨むと歌い、もう歌わない、強くなると宣言した。愛させてくれと懇願するヘンリーを残して立ち去る生身のアネット。面会室の床には、動かなくなった操り人形が転がっていた。

## キャスト
- ヘンリー・マックヘンリー: アダム・ドライバー
- アン: マリオン・コティヤール
- 指揮者: サイモン・ヘルバーク
- アネット: デヴィン・マクダウェル
- ヘンリーを告発する女性たち: ナタリー・メンドーサ（英語版）、アンジェル、水原希子、クラロン・マクファダン（英語版）、ジュリア・ブロック（英語版）、ノエミー・シェレンス（オランダ語版）
- 看護師: 福島リラ
- 看護師: ローラ・ジャンセン（英語版）
- ジェーン・スミス: レベッカ・ダイソン＝スミス（ドイツ語版）
- ラッセル・メイル: ラッセル・メイル（英語版）
- ロン・メイル: ロン・メイル
- ナスティア: ナスティア・カラックス
- アナウンサー: ヴィム・オプブルック（英語版）
- ガローニ保安官: ニーノ・ポルツィオ（英語版）
- 医者: 古舘寛治
- フライト・アテンダント: 山川真里果

## 製作
2016年11月3日、アダム・ドライバー、ルーニー・マーラ、リアーナにレオス・カラックス監督の新作映画への出演オファーが出ていると報じられたが、後二者との交渉は不首尾に終わった。2017年5月31日、ミシェル・ウィリアムズの出演が決まった。撮影は2017年の夏にも開始される予定だったが、ドライバーが出演する『スター・ウォーズ』シリーズの撮影スケジュールとの兼ね合いから延期されることになった。
結局、製作が本格的に再スタートしたのは2019年5月で、その際、降板することになったウィリアムズの代役としてマリオン・コティヤールが起用された。同年10月9日、サイモン・ヘルバークがキャスト入りした。

### 音楽
原案のスパークスが音楽を担当し、パリ映画批評家協会賞において最優秀音楽賞を受賞。
2021年5月28日、劇中歌「So May We Start」がシングルとして発売された。6月25日にはドライバーとコティヤールが歌う「We Love Each Other So Much」もシングルカットされた。8月27日、ミラン・レコーズが本作のサウンドトラックを発売する予定である。

## 公開・マーケティング
2017年3月14日、アマゾン・スタジオズが本作の北米配給権を獲得したと報じられた。2021年6月2日、本作のオフィシャル・トレイラーが公開された。7月6日、本作は第74回カンヌ国際映画祭のオープニング作品として上映され、カラックスが監督賞を受賞した

## 評価
本作は批評家から高く評価されている。映画批評集積サイトのRotten Tomatoesには37件のレビューがあり、批評家支持率は71%、平均点は10点満点で7.4点となっている。サイト側による批評家の見解の要約は「衝撃とファンタジーの間を繊細かつ夢幻的に行き来している。『アネット』は良い意味で滑稽なロックオペラであり、その迸る感情に対する実験的なアプローチは風変りに思えるかもしれないが、野心的なものでもある。レオス・カラックス監督は同作で見事に復帰を果たした。」となっている。また、Metacriticには18件のレビューがあり、加重平均値は71/100となっている。